# Солидарный Квебек
Солидарный Квебек (фр. Québec solidaire) — широкая левая политическая партия в провинции Квебек (Канада). Стоит на социалистических позициях, выступает в поддержку феминизма, государственной независимости Квебека, охраны природы и окружающей среды.
Создана 4 февраля 2006 года в Монреале в результате объединения двух левых организаций — «Союза прогрессивных сил» (фр. Union des forces progressistes) и «Гражданского выбора» (фр. Option citoyenne).
У партии коллективное руководство; её официальными спикерами были Франсуаза Давид (Françoise David) и Амир Хадир (Amir Khadir), впоследствии Манон Массе (Manon Massé) и Габриэль Надо-Дюбуа (Gabriel Nadeau-Dubois). В настоящее время партия имеет 10 депутатов в Национальной ассамблее.

## История создания

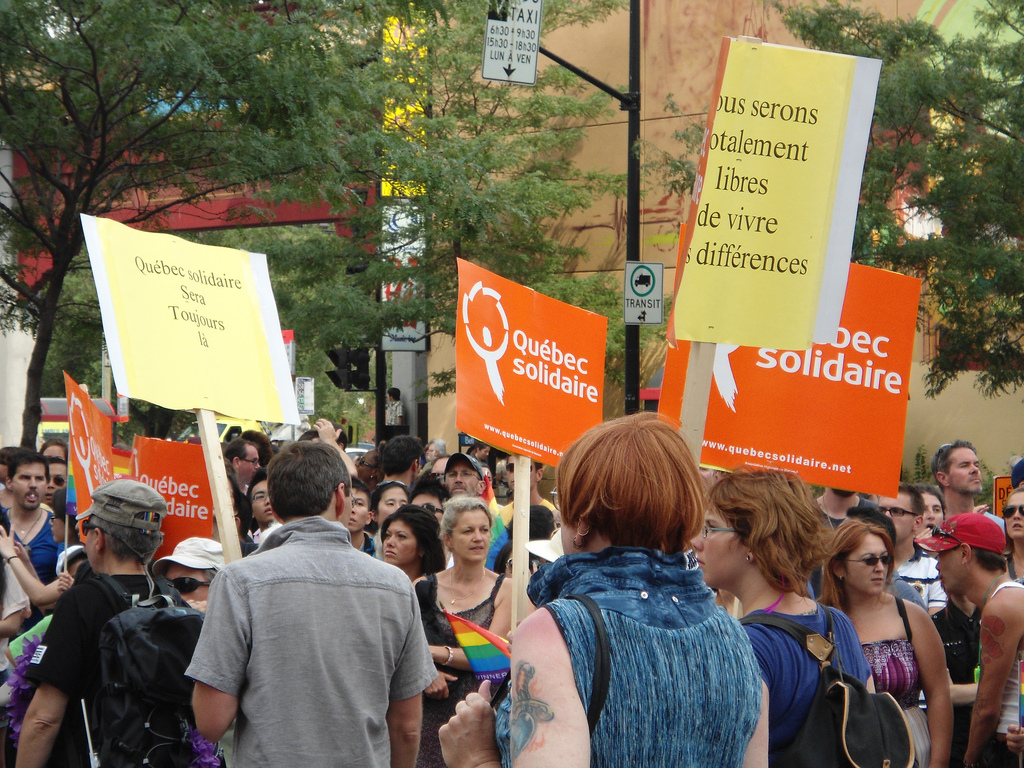
Митинг сторонников партии

«Солидарный Квебек» был образован в 2006 году как альтернатива существующим квебекским партиям, занимая позицию «слева» не только от Демократического действия Квебека и Либеральной партии Квебека, но и от Квебекской партии. Все три ведущие партии провинции, по мнению «Солидарного Квебека», являются всего лишь разными обличиями неолиберализма; к тому же, партия подчёркивает, что её видение будущего независимого Квебека основывается на идеях интернационализма и социальной справедливости, поэтому отличается от варианта, предлагаемого квебекскими сепаратистами, в частности, Квебекской партией.
Отправной точкой для создания «Солидарного Квебека» стало подписание рядом активистов, интеллектуалов и политиков манифеста «За солидарный Квебек» (Pour un Québec solidaire) — левого ответа на растиражированное в провинции заявление «За чёткое видение Квебека» (Pour un Québec lucide). В последнем излагался анализ квебекской проблемы с неолиберальных позиций, предполагавших, в частности, критику системы социального обеспечения и отказ от самоопределения Квебека.
Помимо требования суверенитета Квебека, «Солидарный Квебек» также делает упор на необходимости социалистических преобразований, защите окружающей среды и равноправии женщин. Он является широким объединением, охватывающим представителей разных течений в левом движении — от социал-демократов до коммунистов. Основная цель «Солидарного Квебека» состояла в расширении организационной структуры Союза прогрессивных сил (Union des forces progressistes; UFP) и возможности представлять свою позицию новым движениям, таким как альтерглобалисты из «Гражданского выбора» (Option Citoyenne).
Собственно, Союз прогрессивных сил был образован в 2002 году в качестве коалиции Объединения за прогрессивную альтернативу (Rassemblement pour l’alternative progressiste, RAP), Партии социалистической демократии (Parti de la Democratie Socialiste, PDS), Коммунистической партии Квебека (Parti communiste du Québec, PCQ) и «Международных социалистов» (местной секции Международной социалистической тенденции). UFP провозгласил своей целью борьбу с неолиберальной глобализацией, приватизацией и дерегуляцией, за альтернативную социалистическую экономику, основанную на кооперации и неприбыльных организациях. Для решения национального вопроса он призвал к избранию Учредительного собрания, которое бы выработало проект конституции независимого, демократического, республиканского и секулярного Квебека и вынесло его на всеобщий референдум. Впрочем, Союз показал неутешительные результаты на выборах (1,06 %). Партия зелёных Квебека, изначально сотрудничавшая с левыми коалициями (на выборах 2002 года она обещала не выдвигать своих кандидатов в округах, где уже был кандидат от UFP), не вошла в «Солидарный Квебек».

## Декларация принципов

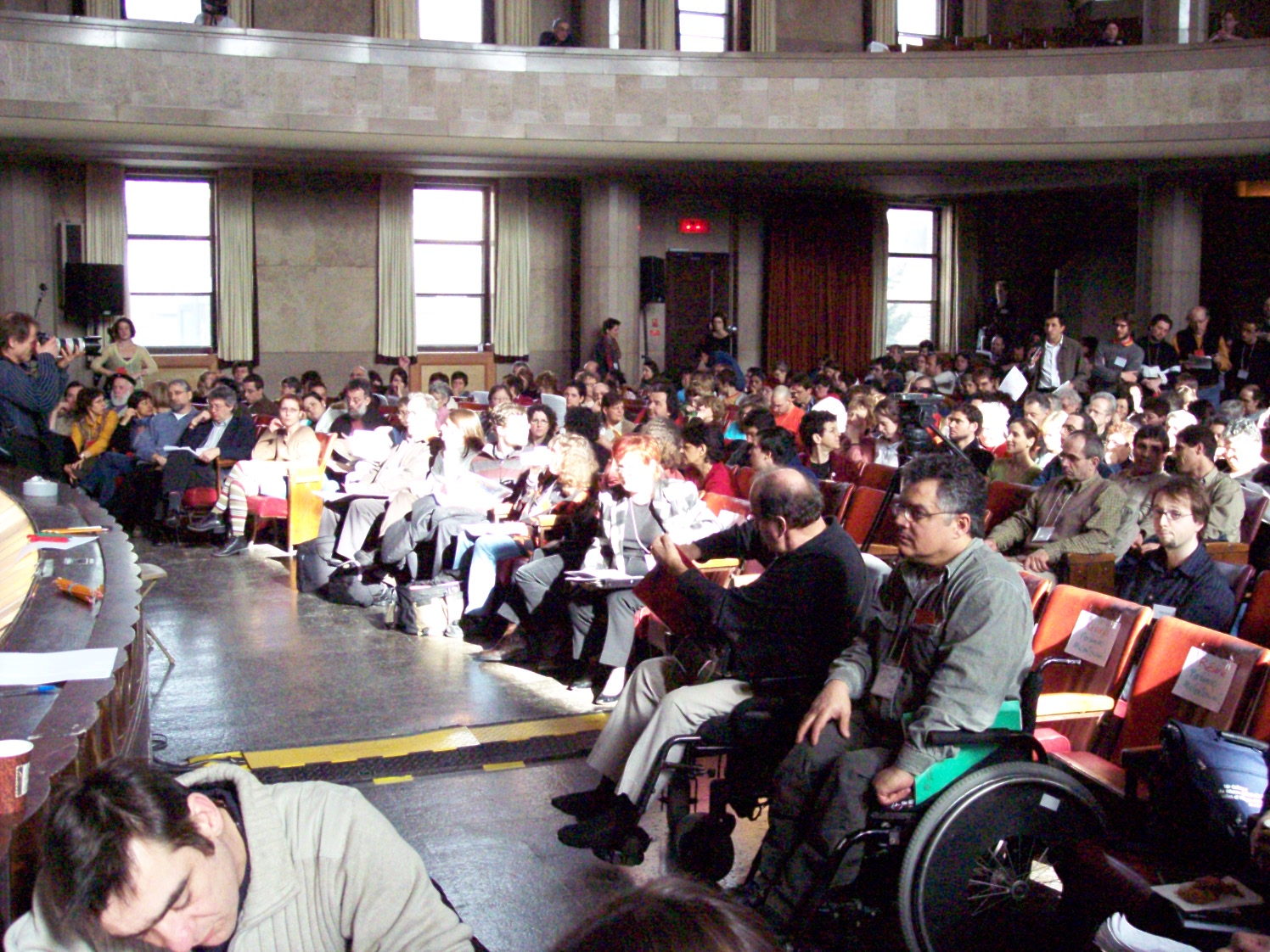
Учредительный съезд партии, 2006 год

При создании единой партии была принята Декларация принципов, на которой она должна строиться:
- «Nous sommes écologistes» («Мы — экологисты»)
- «Nous sommes de gauche» («Мы — левые»)
- «Nous sommes démocrates» («Мы — демократы»)
- «Nous sommes féministes» («Мы — феминисты»)
- «Nous sommes altermondialistes» («Мы — альтерглобалисты»)
- «Nous sommes d’un Québec pluriel» («Мы — за плюралистический Квебек»)
- «Nous sommes d’un Québec souverain et solidaire» («Мы за суверенный и солидарный Квебек»)
- «Un autre parti, pour un autre Québec!» («Другая партия, за другой Квебек!»)

## Структура
Как и её предшественники (Союз прогрессивных сил и «Гражданский выбор»), «Солидарный Квебек» не имеет единоличного лидера, которого заменяет коллективное руководство. Полномочия делятся между формальным президентом (эту должность с момента основания партии до июня 2009 года занимала Алекса Конради), генеральным секретарём (Режан Сеган) и двумя пресс-секретарями (спикерами), женщиной и мужчиной. Изначально ими были назначены Франсуаза Давид (феминистка, человек года по версии журнала «Le Point») и доктор Амир Хадир — микробиолог, иранец по национальности (уроженец Тегерана, в своё время поддерживавший Организацию моджахедов иранского народа). Амир Хадир (от избирательного округа Мерсье в Монреале) и Франсуаза Давид (от избирательного округа Гуэн в Монреале) избраны депутатами Национальной Ассамблеи провинции Квебек на выборах 2008 года. Партийное руководство берёт на себя Национальный координационный комитет, состоящий из 16 лиц, избранных на учредительном съезде.
«Солидарный Квебек» также включает в себя ряд коллективов (коллективных членов — аналогов платформ), которые могут действовать в рамках партии в соответствии с её решениями, но при этом озвучивать их собственные политические точки зрения. В настоящее время насчитывается 8 коллективов: как экологической направленности, так и марксистские группы с более радикальными принципами, чем декларируются самой партией. К последним относятся «Левые социалисты», «Международные социалисты» и Международная марксистская тенденция (ранее также Коммунистическая партия Квебека — Коммунистическая партия Канады). Существуют и коллективы, специализирующие на более узких приоритетах: так, «Décroissance conviviale» пропагандирует децентрализацию, энвайронментализм и ограничение экономического роста, «Laïcité» — секуляризм, а «Mass critique» — антикапитализм и низовую демократию.
Кроме того, в «Солидарный Квебек» входят и активисты анархистских, леворадикальных и пацифистских тенденций.

## Коллективные члены

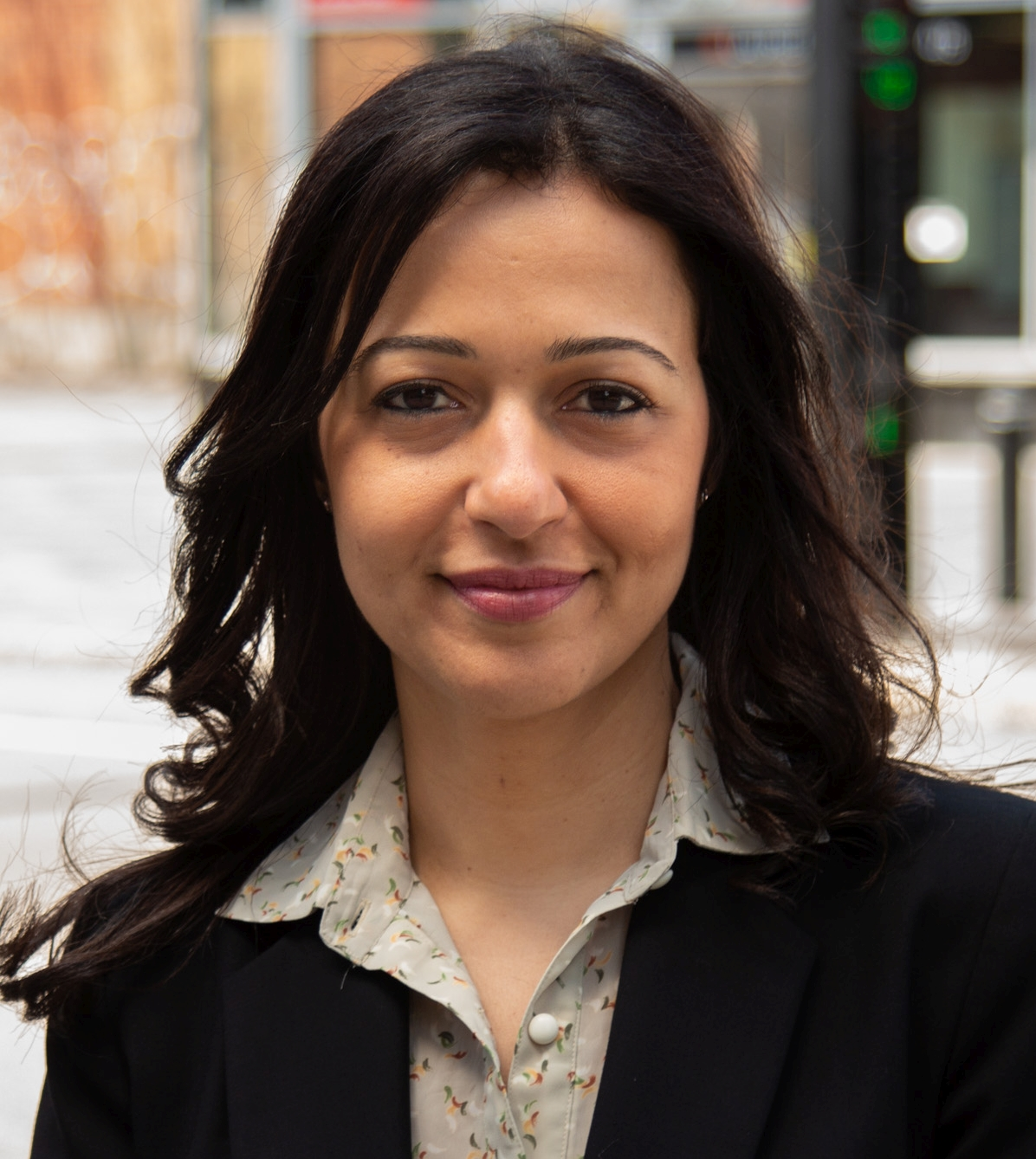
Руба Газаль, спикер партии с ноября 2024 года

### Социалистический Квебек
Под названием «Социалистический Квебек» действует бывшая Партия социалистической демократии. С 1961 и до 1995 года она носила название «Новая демократическая партия Квебека», но в 1989 году стала независимой от федеральной Новой демократической партии и уже в 1990 году поддерживала на выборах Квебекский блок. Уже в качестве самостоятельной политической силы принимала участие в квебекских выборах 1998 года. Одним из лидеров (в 1996—2002 годах) был бывший боевик Фронта освобождения Квебека Поль Роуз.

### Коммунистическая партия Квебека
Коммунистическая партия Квебека является марксистско-ленинской организацией, до 2005 года входившая в состав Коммунистической партии Канады в качестве её квебекского отделения. Её история восходит к созданию самой КПК в 1921 году, но после 1941 года партия некоторое время была запрещена в условиях жёстких антикоммунистических законов. В 1965 году Компартия Квебека была зарегистрирована в соответствии с законами провинции. После раскола 2005 года в Квебеке существуют две Компартии — независимая (Коммунистическая партия Квебека) и входящая в структуру общефедеральной партии (Коммунистическая партия Квебека — Коммунистическая партия Канады). Обе состоят в «Солидарном Квебеке». Четыре члена Коммунистической партии Квебека были кандидатами на всеобщих выборах 2008 года в Квебеке. Коммунистическая партия Квебека — Коммунистическая партия Канады вышла из состава «Солидарного Квебека» в 2017 году.

### Левые социалисты
«Левые социалисты» (Gauche Socialiste) — троцкистская платформа внутри «Солидарного Квебека», являющаяся секцией Воссоединённого Четвёртого Интернационала. Она была образована в 1983 году троцкистами, покинувшими Революционную рабочую лигу, где стали доминировать сторонники Социалистической рабочей партии США. В 1980-х «Левые социалисты» входили в коалицию «Социалистическое движение», а затем — в Партию социалистической демократии. «Левые социалисты» поднимают «реальность национального гнёта в Квебеке» и критикуют «доминирование канадской буржуазии» в «соучастии с буржуазией Квебека», но отвергают «общеклассовый сепаратизм» и выдвигают требование «демократического и социалистического Квебека» в интернационалистской перспективе. Эту группу представляет Жозе Ляруш, казначей и член Национального координационного комитета.

### Международные социалисты
«Международные социалисты» — местная секция клиффианской Международной социалистической тенденции. Определяет себя как «международная сеть социалистических и антикапиталистических активистов», участвующая в борьбе против глобализации, империализма, войны, полицейской жестокости, расизма, сексизма, гомофобии, наступления на права трудящихся — одним словом, против всего, что нас разделяет и ослабляет солидарность. К «Международным социалистам» принадлежит координатор и генеральный секретарь «Солидарного Квебека» Бенуа Рено.

### Международная марксистская тенденция
Секция Международной марксистской тенденции в Квебеке вступила в «Солидарный Квебек» на четвёртом съезде партии в июне 2009 года. Она считает, что «Солидарный Квебек» должен «стать партией рабочего класса» посредством «объединения с основными профсоюзами» и «мобилизации поддержки рабочих и молодёжи принятием социалистической программы». ММТ в Квебеке публикует журнал «La Riposte».

### Социалистическая альтернатива
«Социалистическая альтернатива» Квебека представляют собой местную секцию троцкистской Интернациональной Социалистической Альтернативы (ранее - Комитета за рабочий интернационал). «Социалистическая альтернатива» заинтересована в создании социалистической партии, объединяющей студентов, рабочих, безработных и пенсионеров в борьбе против капитализма. Они были образованы в 2009 году в качестве «Движения за социалистическую партию» группой бывших членов Компартии Квебека. Сейчас они ожидают формального признания «Солидарным Квебеком» их в качестве коллектива.

### Национальный выбор
2 декабря 2017 года члены «Солидарного Квебека» на съезде приняли решение слиться с более малочисленной и умеренной левоцентристской партией «Национальный выбор» (Option nationale), поддержанное 80% делегатов. «Национальный выбор» был создан депутатом Национальной ассамблеи Жаном-Мартином Оссаном, изначально избранным от Квебекской партии. Название новой партии отсылало к эссе известного суверенистского политика, премьер-министра Квебека Рене Левека Option Québec (1968). В неё вступила вдова другого бывшего квебекского премьера Жака Паризо. В 2013 году Оссан ушёл с поста лидера партии; вскоре её возглавил Сол Занетти. Самостоятельных электоральных успехов партия сыскать не сумела, и взяла курс на сближение с «Солидарным Квебеком», в состав которого была принята на правах коллективного члена 1 января 2018 года.

## Участие в выборах
На парламентских выборах 26 марта 2007 года «Солидарный Квебек» получил 3,64 % голосов, ни один из его кандидатов не был избран в Квебекский парламент.
На парламентских выборах 8 декабря 2008 года «Солидарный Квебек» получил 4 % голосов. Единственным депутатом от партии в Национальной ассамблее стал Амир Хадир.
На выборах 4 сентября 2012 года «Солидарный Квебек» получил 6,03% голосов. В Национальную ассамблею прошли 2 кандидата от партии — Амир Хадир и Франсуаза Давид.
На выборах 7 апреля 2014 года «Солидарный Квебек» получил 7,63% голосов. В Национальную ассамблею прошли 3 кандидата от партии — Амир Хадир, Франсуаза Давид и Манон Массе. В ходе предвыборной кампании «Солидарный Квебек» (в лице Франсуазы Давид) был впервые допущен к теледебатам руководителей партий.
Выборы 1 октября 2018 года стали прорывом для «Солидарного Квебека», получившего 16,08% голосов. В Национальную ассамблею прошло 10 кандидатов от партии, 7 из которых сменили депутатов от Либеральной и Квебекской (которую они обошли на 1 место, став третьей по силе фракцией в квебекском парламенте) партий.